# Nahal Oz
Nahal Oz (em hebraico:  נַחַ"ל עֹז) é um kibbutz localizado no sul de Israel. Está localizada no noroeste do deserto de Negueve, perto da Faixa de Gaza.